# Boerderij van Paleis Soestdijk
De Boerderij van Paleis Soestdijk tegenover Paleis Soestdijk is een voormalige boerderij en rijksmonument aan de Amsterdamsestraatweg 12-14 in Baarn.
De wit gepleisterde T-huisboerderij dateert uit de 1ste helft van de 19de eeuw. Het voorhuis bestaat uit één bouwlaag onder een met pannen gedekt schilddak met twee schoorstenen. Het achterhuis is overkapt door een met pannen gedekt zadeldak. De toegangsdeur bevindt zich in de symmetrische voorgevel. In het gewijzigde achterhuis herinnert de baander in het midden nog aan de oude functie als boerderij.